# ASV Nürnberg
ASV Nürnberg was een Duitse voetbalclub uit de stad Neurenberg.

## Geschiedenis

### Voorgangers
De wortels van de club lagen bij het in 1902 opgerichte FC Vorwärts Nürnberg, dat in 1911 1. FC Viktoria 1909 Nürnberg opslorpte. Op 5 juni van dat jaar splitste FC Sportfreunde Nürnberg zich van de club af. In april 1920 fuseerde de club met BC Sandreuth-Nürnberg. Deze club was zelf ook een fusie uit 1911 tussen FC 07 Sandreuth en BC Nürnberg. Ook BC Nürnberg was een fusie uit 1909 door het samen gaan van FC Wacker en FC Bayern Nürnberg. Wacker had zich op 22 augustus 1906 als SpVgg Nürnberg afgesplitst van TV 1846 Nürnberg. Zowel BC Sandreuth-Nürnberg als de Sportfreunde speelden tussen 1918 en 1920 in de Noord-Beierse competitie zonder noemenswaardige resultaten te boeken. De club werd als Nürnberger FV onderdeel van TV 1873 Steinbühl-Gibitzenhof.

## FV/ASV Nürnberg
In het eerste seizoen werd de club derde achter de oppermachtige clubs 1. FC Nürnberg en SpVgg Fürth. Vanaf 1921 speelde de club in de Beierse competitie, die wel in meerdere reeksen opgedeeld was. De club werd nu vicekampioen achter 1. FC Nürnberg. Op twee seizoenen tijd werden de vier reeksen herleid naar één reeks en de club overleefde de selectie telkens. Met nu ook de clubs uit München in dezelfde reeks gingen de resultaten langzaam achteruit. Op 1 juli 1925 sloot de club zich bij ASV Nürnberg aan, dat op 13 juni 1924 opgericht werd. De club werd vierde en zesde. In 1927 werd de Noord-Beierse competitie heringevoerd en de club werd vijfde op negen clubs. Aan het einde van 1927 ging de club failliet. Op 1 februari 1928 werd wel opvolger ASV 1928 Nürnberg opgericht.